# Ящурова (Малопольське воєводство)
Ящурова (пол. Jaszczurowa) — село в Польщі, у гміні Мухаж Вадовицького повіту Малопольського воєводства.
Населення — 926 осіб (2011).

## Демографія
Демографічна структура станом на 31 березня 2011 року:
|          | Загалом | Допрацездатний вік | Працездатний вік | Постпрацездатний вік |
| -------- | ------- | ------------------ | ---------------- | -------------------- |
| Чоловіки | 467     | 112                | 306              | 49                   |
| Жінки    | 459     | 90                 | 259              | 110                  |
| Разом    | 926     | 202                | 565              | 159                  |